# 孫雯 (美國)
孫雯（ 英語：Linda Sun，1983年—），生於中華人民共和國南京市，曾任纽约州州长安德鲁·库默政府的副多元化主管（2018-2020年），并曾任其继任者州长凱西·霍楚的副幕僚長（2021-2022 年）。  
2024年9月，因涉嫌充当中国政府未公开的外国代理人，根據外国代理人登记法被捕，并被指控八项联邦罪行。

## 早期生活
孙雯出生于中国东部城市南京，5岁时随父母移民美国，后来加入美国国籍。 她于 2006年获得巴纳德学院政治学学士学位， 并于2009年获得哥伦比亚大学教育学硕士学位。

## 職業
在加入庫默和霍楚政府之前，孫雯于 2009 年开始在纽约州立法机构任职，担任过多个职务，包括现任国会女议员孟昭文的幕僚长。  2012年，庫默政府聘请孙雯担任亚裔美国人事务主任和皇后区地区代表。随后，她被任命为經濟發展廳（Empire State Development）外部事务总监，负责全州的经济发展。在担任霍楚政府副幕僚长之前，她还曾短暂在美國紐約州金融服務署工作过。

## 起訴
2024年9月3日，在纽约布鲁克林的联邦法院，孫雯在長島的家中被捕后，美国检察官办公室指控她犯有八项刑事罪名，包括密谋充当非法外国代理人、签证欺诈和密谋洗钱，这些罪名与她为中国政府和中国共产党充当非法代理人以换取数百万美元有关。根据尚未公开的65页起诉书，联邦检察官指控孫雯和胡骁（孫雯丈夫）用这笔钱购买了多辆豪车，包括一辆2024 年款的法拉利 Roma跑车，以及位于長島曼哈塞特一处价值 360万至410万美元的住宅和位于檀香山的一套价值190万至210万美元的公寓，但她从未按照纽约州政府雇员的要求申报从中国获得的这些好处，也未登记为外国代理人。   检察官还指控，孙雯利用职务之便改变庫默和霍楚“对中华人民共和国和中共的想法”，减少州长办公室与美国台北经济文化代表处代表之间的互动，提供未经授权的州长办公室邀请函，使中国政府官员更容易前往美国并与纽约州官员会面，并试图安排纽约州官员访华。 此外，据称孫雯还敦促政府官员不要公开谈论中国对维吾尔族的迫害。 
孫雯的丈夫胡骁（1984年出生于中国）经营海鲜生意和金融咨询公司，被指控陰谋洗钱，以及陰谋银行欺诈和盜用身份手段。  
美国联邦调查局代理助理局长克里斯蒂·柯蒂斯（Christie Curtis）表示，胡“协助转移了数百万美元的回扣以谋取私利”，而孙雯“利用她在企业高管中的影响力，暗中推动”中国政府和中国共产党的想做的事情，“直接威胁到我们国家的国家安全。” 据称，胡曾以一名亲戚的名义开设银行账户（非法使用该亲戚的驾照照片）来非法洗钱，但这些账户全部由胡使用。
孫雯和胡骁对所有指控均表示不认罪，而这些指控包括违反和串谋违反《外国代理人登记法》、签证欺诈、外国人走私和洗钱阴谋。 他们的房屋、汽车、21万美元现金以及胡涉嫌控制的多个账户中的资金已被检方查封。孫雯以 150万美元保释金获释，胡骁生以50万美元保释金获释。二人需交出护照，并被勒令不得与中国领事馆有任何联系。他们下次出庭时间定于 2024年9月25日。 
针对这些指控，霍楚表示，她的政府在2023年3月“发现一定程度的不当行为”就解雇了孫雯，并“向当局通报了情况”。 